# Hajtić
Hajtić falu Horvátországban, Sziszek-Monoszló megyében. Közigazgatásilag Glinához tartozik.

## Fekvése
Sziszek városától légvonalban 32, közúton 44 km-re délnyugatra, községközpontjától légvonalban 7, közúton 9 km-re délre fekszik.

## Története
A falu a környék számos településéhez hasonlóan a 17. század vége felé Boszniából, az Unamentéről és a Kozara-hegység területéről érkezett pravoszlávokkal népesült be. 1696-ban a szábor a bánt tette meg a Kulpa és az Una közötti határvédő erők parancsnokává, melyet hosszas huzavona után 1704-ben a bécsi udvar is elfogadott. Ezzel létrejött a Báni végvidék (horvátul Banovina), mely katonai határőrvidék része lett. 1745-ben megalakult a Glina központú első báni ezred, melynek fennhatósága alá ez a vidék is tartozott. 1777-ben felépült a falu temploma, melyhez a szomszédos falvak, Balinac, Šibine, Šaševa és Borovita is hozzá tartoztak. 1881-ben megszűnt a katonai közigazgatás. A falunak 1857-ben 302, 1910-ben 476 lakosa volt. 1918-ban az új szerb-horvát-szlovén állam, majd később Jugoszlávia része lett. A második világháború idején a Független Horvát Állam része volt. A falu 1991. június 25-én a független Horvátország része lett, de szerb lakossága a Krajinai Szerb Köztársasághoz csatlakozott. A falut 1995. augusztus 8-án a Vihar hadművelettel foglalta vissza a horvát hadsereg. A szerb lakosság elmenekült, később néhányan visszatértek. A településnek 2011-ben 32 lakosa volt, akik mezőgazdasággal és állattartással foglalkoztak.

## Népesség
| Lakosság változása | Lakosság változása | Lakosság változása | Lakosság változása | Lakosság változása | Lakosság változása | Lakosság változása | Lakosság változása | Lakosság változása | Lakosság változása | Lakosság változása | Lakosság változása | Lakosság változása | Lakosság változása | Lakosság változása | Lakosság változása |
| ------------------ | ------------------ | ------------------ | ------------------ | ------------------ | ------------------ | ------------------ | ------------------ | ------------------ | ------------------ | ------------------ | ------------------ | ------------------ | ------------------ | ------------------ | ------------------ |
| 1857               | 1869               | 1880               | 1890               | 1900               | 1910               | 1921               | 1931               | 1948               | 1953               | 1961               | 1971               | 1981               | 1991               | 2001               | 2011               |
| 302                | 399                | 388                | 404                | 483                | 476                | 393                | 444                | 312                | 311                | 293                | 233                | 190                | 163                | 45                 | 32                 |

(1857-ben és 1869-ben Vtljine néven. 1880-ban az egykori Vrtlijinével együtt, 1890-től az adatok a korábban önálló Vrtljine lakosságát is tartalmazzák.)

## Nevezetességei
- Szent Miklós tiszteletére szentelt pravoszláv parochiális temploma 1777-ben épült. Az épület fából készült, a hajót és a toronysisakot zsindely fedte. Hasonló volt a közeli buzetai templomhoz, de belül 18. és 19. századi falfestmények díszítették. 1941. december 19-én a falut megszálló velika kladušai usztasák felgyújtották. Később a helyére új templomot építettek, amelyet azonban nem fejeztek be. Az istentiszteleteket a parókián tartják, ahol egy új ikonosztázt is felállítottak.
- Népi építésű védett lakóházak a 20. 23. és 33. szám alatt.
- A falutól délkeletre, Buzeta felé emelkedő erdős magaslaton ismeretlen eredetű erődítmény csekély maradványai találhatók.